# Стекольный (станция)
Стеко́льный — узловая железнодорожная станция Октябрьской железной дороги в Тосненском районе Ленинградской области.
Станция расположена в лесном массиве между Тосно, Ульяновкой и Форносово вблизи автотрассы «Санкт-Петербургское южное полукольцо». В трёх километрах на восток расположена Территория Стекольный (посёлок Стекольное) при воинской части. Рядом в 2019 году закончилось строительство трассы М-11, путепровод которой прошёл над станционными путями восточной горловины.
На станции 3 пути. В восточном направлении от станции идёт линия Стекольный—Мга, а также путь на Тосно. В западном направлении идут пути до станции Новолисино и далее на Гатчину.
До 2015 года на станции разъезжались поезда Москва — Таллин и Таллин — Москва. Затем они были объединены с поездом Таллин — Санкт-Петербург, новый поезд стал проходить через станцию Волковская. По состоянию на 2024 год станцию транзитом проходит пассажирский поезд Сухум—Санкт-Петербург.